# Klinische Chemie
Der Begriff Klinische Chemie beschreibt die analytische Erfassung chemischer Kenngrößen, die sich aus physiologischen oder biochemischen Vorgängen im Körper ergeben. In einem enger gefassten medizinischen Sinne gehört sie zu den Teilgebieten der Laboratoriumsmedizin, wo sie sich mit pathologischen Veränderungen von diagnostischer Relevanz befasst. Als Namensgeber und Mitbegründer der Klinischen Chemie gilt der Chemiker Johann Joseph von Scherer, der sein Würzburger Labor in Veröffentlichungen ab 1843 bereits als „Klinisch-chemisches Laboratorium“ bezeichnete.

## Methoden
In der klinischen Chemie kommen vielfältige Methoden zum Einsatz, bei der klinisch-chemischen Analytik inzwischen auch mit Unterstützung durch elektronische Datenverarbeitung. Mit Hilfe der anorganischen Chemie können Elektrolyte und ggf. Schwermetalle bestimmt werden. Methoden der organischen Chemie und Biochemie dienen der Bestimmung von Proteinen, Lipiden, Kohlenhydraten inkl. Glykosylierungsmustern u. ä. Die Verfahren der Molekularbiologie, insbesondere die PCR in zahlreichen Varianten kommen zum Einsatz, um Veränderungen der Erbsubstanz zu bestimmen.

## Klinischer Chemiker
Das Zertifikat „Klinischer Chemiker“ berechtigt zur Leitung eines klinisch-chemischen Laboratoriums. Es wurde von der Deutschen Gesellschaft für Klinische Chemie ins Leben gerufen, die später mit der Deutschen Gesellschaft für Laboratoriumsmedizin unter dem Namen Deutsche Vereinte Gesellschaft für Klinische Chemie und Laboratoriumsmedizin e. V. (DGKL) fusionierte, welche die Fachzeitschrift LaboratoriumsMedizin – Journal of Laboratory Medicine herausgibt.
Das Zertifikat kann von Ärzten nach der Approbation und von Chemikern, Biologen und Biochemikern nach der Diplomprüfung erworben werden. Die Weiterbildung dauert fünf Jahre, davon müssen mindestens vier Jahre unter Anleitung eines klinischen Chemikers in einem der Krankenversorgung dienenden Labor stattfinden, ein Jahr kann auch in einem anderen medizinischen Labor durchgeführt werden. Eine wissenschaftliche Arbeit in der analytischen Chemie oder Biochemie wird mit bis zu einem Jahr angerechnet.
Zur Anerkennung müssen mindestens zwei wissenschaftliche Arbeiten in einer wissenschaftlichen Zeitschrift mit Begutachtung angenommen oder publiziert worden sein. Außerdem muss eine Abschlussprüfung bestanden werden.
Für Apotheker, also Pharmazeuten, die nach Absolvierung des Praktischen Jahres die Approbation erlangt haben, besteht zudem die Möglichkeit, sich zum Fachapotheker für Klinische Chemie weiterbilden zu lassen. Eine Ausbildung zum Fachapotheker dauert im Schnitt drei Jahre und wird mit einer Prüfung abgeschlossen.
Ärzte, die die medizinische Approbation erlangt haben, können zudem die Weiterbildung zum Facharzt für Laboratoriumsmedizin absolvieren. Die Laboratoriumsmedizin umfasst die gesamte klinische Chemie und noch zusätzliche Fachgebiete, sie ist also umfassender. Die Ausbildung zum Facharzt für Laboratoriumsmedizin dauert in der Regel fünf Jahre.